# 30 minuter
30 minuter är ett intervjuprogram på SVT. Gästerna har intervjuats av Anders Holmberg eller Anna Hedenmo

## Gäster
- Annie Lööf (C)
- Morgan Johansson (S)
- Anas Khalifa
- Cissi Wallin
- Jerzy Sarnecki
- Per Bolund (MP)
- Elisabeth Svantesson (M)
- Anna Ekström (S)
- Nyamko Sabuni (L)
- Susanna Gideonsson (LO)
- Jimmie Åkesson (SD)
- Märta Stenevi (MP)
- Jacob Wallenberg
- Lena Hallengren (S)
- Hanna Stjärne

- Ulf Kristersson (M)
- Annie Lööf (C)
- Nyamko Sabuni (L)
- Anders Ygeman (S)
- Nooshi Dadgostar (V)
- Ebba Busch (KD)
- Lena Hallengren (S)
- Mikael Damberg (S)
- Stefan Löfven (S)
- Richard Jomshof (SD)
- Johan Giesecke
- Ylva Johansson (S)
- Jimmie Åkesson (SD)
- Märta Stenevi (MP)
- Gui Congyou

- Märta Stenevi (MP)
- Nyamko Sabuni (L)
- Ebba Busch (KD)
- Ali Esbati (V)
- Jimmie Åkesson (SD)
- Annie Lööf (C)
- Ulf Kristersson (M)
- Olga Stefanishyna, Ukrainas vice premiärminister med ansvar för europeisk integration
- Peter Hultqvist (S), Sveriges försvarsminister
- Pekka Haavisto, Finlands utrikesminister
- Anders Ygeman (S), Sveriges migrationsminster
- Magdalena Andersson (S)
- Jonas Gahr Store (Arbeiderpartiet), Norges statsminister

- Göran Hägglund, tidigare partiledare för Kristdemokraterna
- Dick Erixon, ansvarig utgivare för Riks
- Tobias Baudin (S) partisekreterare för Socialdemokraterna
- Stefan Ingves, riksbankschef
- Yönet Can Tezel, Turkiets Sverigeambassadör
- Mikael Damberg (S), ekonomisk-politisk talesperson
- Mikael Ribbenvik, Migrationsverkets generaldirektör
- Salih Muslim, ordförande i PYD, kurderna i Syrien
- Ebba Busch (KD), Sveriges energi- och näringsminister
- Jonas Gardell, komiker, författare och debattör
- Micael Bydén, Sveriges överbefälhavare
- Tobias Billström (M), Sveriges utrikesminister
- Märta Stenevi (MP), Miljöpartiets språkrör
- Sara Skyttedal (KD), kristdemokratisk ledamot i EU-parlamentet.
- Markus Wråke, energiforskare
- Maria Malmer Stenergard (M), Sveriges migrationsminister
- Andrij Plachotnjuk, Ukrainas Sverigeambassadör
- Peje Emilsson, grundare av Kunskapsskolan
- Jens Stoltenberg, Natos generalsekreterare
- Ardalan Shekarabi (S)
- Anko van der Werff, SAS-chef
- Erik Thedéen, Riksbankschef
- Karin Brynell, vd för Svensk dagligvaruhandel
- Niklas Wykman (M), Sveriges finansmarknadsminister
- Jimmie Åkesson (SD), partiledare för Sverigedemokraterna
- Gunnar Strömmer (M), Sveriges justitieminister
- Johan Pehrson (L), Liberalernas partiledare
- Mia Edwall Insulander, advokatsamfundets generalsekreterare
- Max Tegmark, AI-forskare
- Lotta Edholm (L), skolminister
- Märta Stenevi (MP), Miljöpartiets språkrör
- Tobias Billström (M), Sveriges utrikesminister
- Sophia Jarl (M), kommunalråd i Norrköping

Bland de som tackat nej finns Ulf Kristersson, Magdalena Andersson, Anders Thornberg och Richard Jomshof, men några av dessa har medverkat tidigare. Den gäst som varit med flest gånger är Miljöpartiets tidigare språkrör Märta Stenevi som har varit med fem gånger. Sverigedemokraternas partiledare Jimmie Åkesson har varit med fyra gånger.
Expressen skrev i november 2022 att SVT haft svårt att rekrytera gäster till programmet.